# Alchemilla achilleifolia
Alchemilla achilleifolia é uma espécie de rosácea do gênero Alchemilla, pertencente à família Rosaceae.